# Gatling-Repetiergeschütz

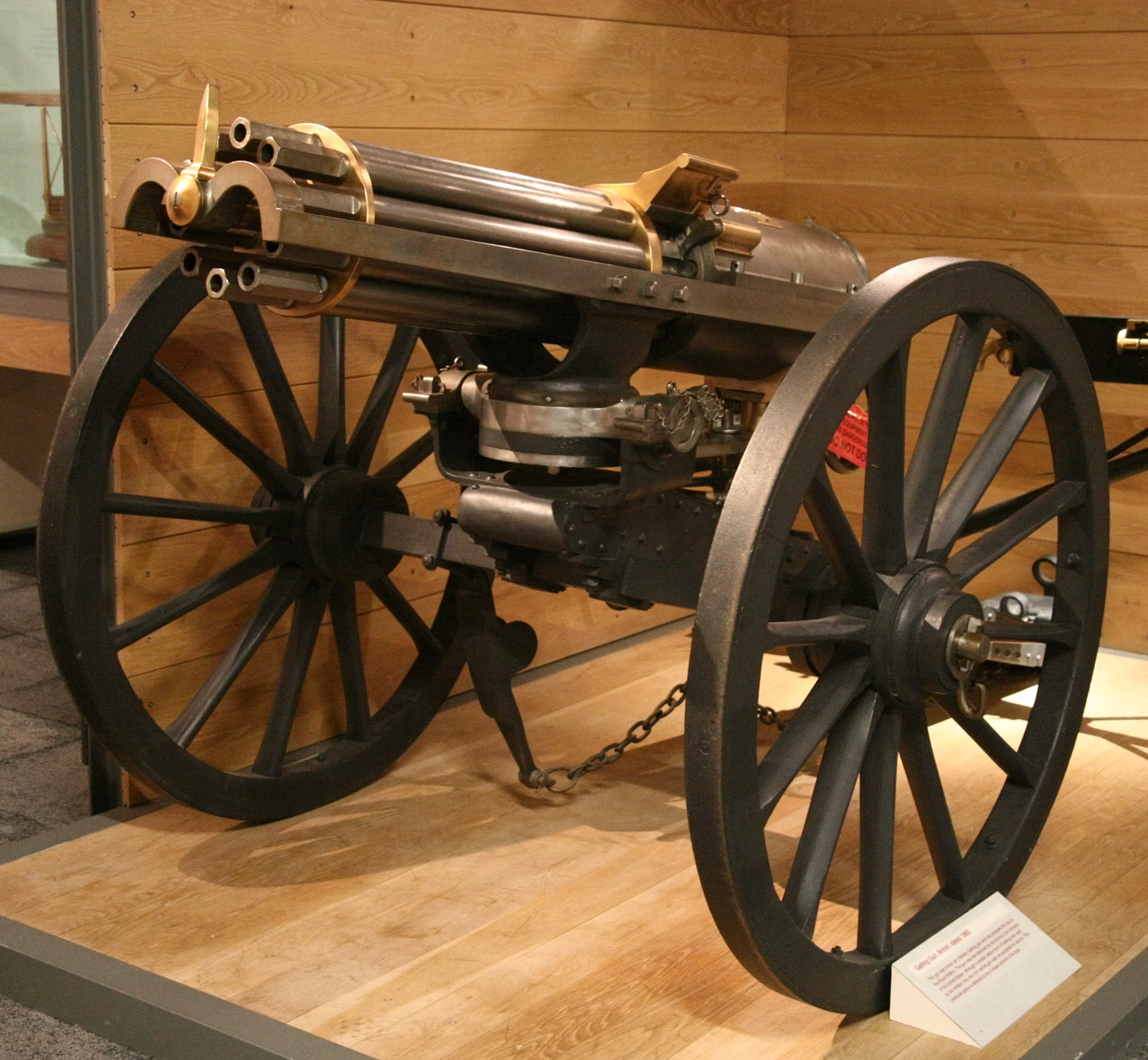
Zehnläufige British 1865 Gatling Gun Firepower - The Royal Artillery Museum

Die Gatling Gun war das erste erfolgreiche schnellfeuernde Repetiergeschütz. Sie ist ein Vorläufer des Maschinengewehrs und Begründer der Gatling-Waffenklasse. Das Nachladen wird mit Muskelkraft mittels der Rotation des um eine Drehachse angeordneten Laufbündels bewerkstelligt. Entwickelt wurde sie im Jahre 1861 vom US-amerikanischen Erfinder Richard Jordan Gatling. Trotz der hohen Schusskadenz von bis zu 200 Schuss pro Minute bei den ersten Modellen – bis zu 400 Schuss pro Minute bei späteren – hatte die Gatling Gun mit der Wärmeentwicklung wenig Probleme, weil sich die Läufe weniger erwärmten als der einzelne Lauf der gleichzeitig entwickelten Union Repeating Gun.
Die Waffe wurde von 1866 bis 1911 von den Vereinigten Staaten eingesetzt. Auch andere Staaten, unter anderem das Vereinigte Königreich, die Türkei, Japan, China, Ägypten, Österreich-Ungarn und das Russische Reich, nutzten sie.
In der Hauptsache war die Gatling Gun eine Waffe für die Landstreitkräfte, sie wurde aber auch auf Kriegsschiffen genutzt (so etwa bei der United States Navy und der Royal Navy oder im südamerikanischen Salpeterkrieg). In einigen Fällen gehörte die Waffe auch zur Ausstattung der Polizei der Vereinigten Staaten.
Ende des 19. Jahrhunderts wurde die Gatling Gun vom Maxim-Maschinengewehr verdrängt. Nach dem Zweiten Weltkrieg, über 50 Jahre später, wurde das Prinzip wiederentdeckt, weil damit sehr hohe Schussfrequenzen erreicht werden können. Die Technik hat sich aber stark weiterentwickelt, und bei modernen Gatling-Waffen wird das Laufbündel nicht mehr durch den Schützen, sondern durch meist elektrisch betriebene Antriebsmotoren oder durch die Abgase der Waffe in Rotation versetzt.

## Funktion
Die Läufe einer Gatlingwaffe sind parallel um die Rotationsachse montiert. Dieses Laufbündel wird von Hand über eine Kurbel kontinuierlich angetrieben. Moderne Waffen verfügen über einen Elektroantrieb. Jeder Lauf hat in seiner hinteren Verlängerung seinen eigenen Verschluss mit dem Schlagbolzen. Der hintere Teil des Laufbündels liegt in einem zylindrischen Gehäuse, in dem innen eine Kulisse (Führungsnut) eingefräst ist; in diese greifen die auf den Verschlüssen angebrachten Zapfen ein. Die Kulisse bringt den Verschluss während eines vollen Umgangs in Ladeposition, schiebt ihn nach vorn in Schussposition und blockiert ihn dort, während der auf einer Rampe aufgelaufene Zündstift den Schuss auslöst. Daraufhin bringt sie den Verschluss wieder zurück in Ladeposition. Im oberen Durchgang, in der Ladeposition des Laufes, fällt eine Patrone aus dem Magazin in die Laufmulde, und im unteren Durchgang zieht der Verschluss die leere Hülse aus; diese fällt zu Boden. Der Prozess läuft kontinuierlich ab. Jeder Lauf gibt pro Umdrehung des Laufbündels einen Schuss ab.

### Model 1862

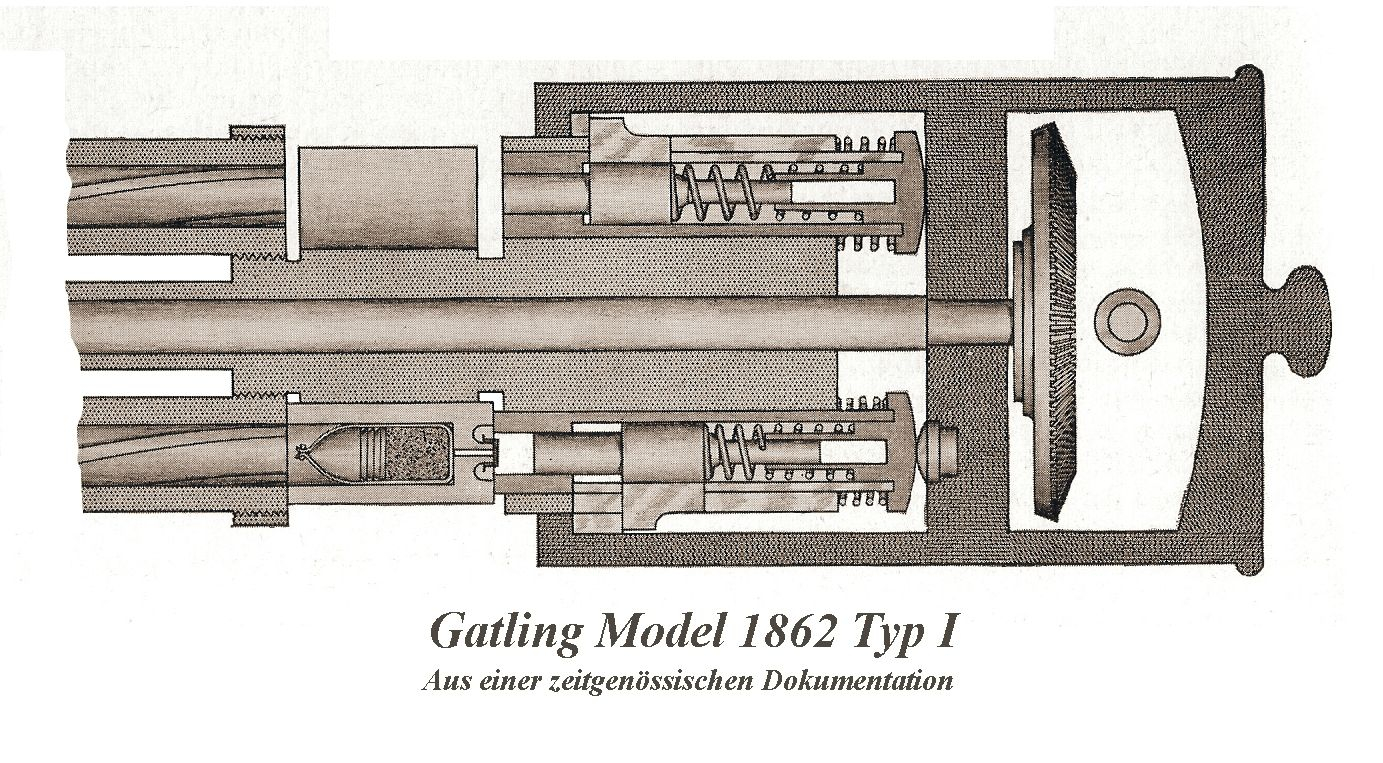
Gatling-Gun, Model 1862 Type I

Die erste, auf dem Patent von Richard Jordan Gatling mit der Patentnummer 36.836 vom 4. November 1862, Improvement in revolving Battery-Guns, basierende Machine Gun Model 1862 war ein Hinterlader, auch hier wurde der Ladeprozess und die Schussauslösung mittels einer Handkurbel herbeigeführt. Die Waffe verschoss keine Patronenmunition, sondern in lose stählerne Kammern geladene Papierpatronen im Kaliber .58 Zoll entsprechend der im Model 1855 US Percussion Rifle-Musket und seinen Nachfolgern verwendeten Munition.
Weil Repetierwaffen noch in den Kinderschuhen steckten, orientierte sich Gatling am bewährten Prinzip des Revolvers, von dem der drehbare Patronenlagerblock, die Trommel, übernommen wurde. Allerdings war, im Gegensatz zum Revolver, der Patronenlagerblock an seiner Peripherie offen, so dass die geladenen Kammern durch die Schwerkraft aus dem Magazin ins darunterliegende Lager fallen konnten. Nach dem Abfeuern fielen sie ebenso wieder nach unten heraus. Die Zündung erfolgte durch einen auf eine Rampe auflaufenden Bolzen, der auf einen hinten am Boden der Kammer liegenden Piston mit Zündhütchen aufschlug. Der durch das Längsspiel der Kammer auftretende Gasverlust wurde vermindert, indem diese bei Erreichen der Schussposition durch eine hinten im Gehäuse angebrachte Erhöhung mitsamt der Schlosshülse nach vorne ans Laufende gedrückt wurde. Die Verminderung der Gasverluste wurde allerdings mit einem größeren Kraftaufwand an der Kurbel erkauft. Problematisch war auch die unpräzise Ausrichtung der Kammern im Bezug zum Lauf, die zu Verformungen der Geschosse führte. Zur Abhilfe wurde der Lauf hinten konisch erweitert, das Problem blieb jedoch weiter bestehen und beeinträchtigte die Zielgenauigkeit der Waffe erheblich.
Nach dem gleichen Prinzip funktionierte das Model 1862 Type II. Im Unterschied zum Type I verwendete es jedoch Randfeuerpatronen im Kaliber .58 Zoll mit Kupferhülsen. Anstelle der hinten geschlossenen Kammern wurden vollständig durchgebohrte Stahlhülsen zur Aufnahme der Patronen verwendet.
Die ersten, vom Erfinder Gatling auf der Patentzeichnung vom 4. November 1862 als Machine Gun bezeichneten Model 1862 Gatling Guns hatten sechs Läufe und eine Kadenz von 150 bis 200 Schuss pro Minute. Wegen der durch die vom Lauf getrennten Kammern respektive Stahlhülsen auftretenden Probleme sah sich Gatling veranlasst, seine Erfindung zu überarbeiten.

### Model 1865 und spätere Waffen
Die ersten Gatling Guns zur direkten Verwendung von Patronenmunition wurden ab 1864/65 mit Gewehrpatronen in den damals gängigen Kalibern getestet; dazu kam auch eine Waffe im Kaliber 1 Zoll (2,54 Zentimeter). Erste Ausführungen der großkalibrigen Gatling hatten glatte Läufe und verschossen mit 15 Rundkugeln geladene Kartätsch-Geschosse; später wurden gezogene Läufe verwendet, um auch 1-Zoll-Geschosse verschießen zu können. Das Laufbündel der ersten Gatlings für Patronenmunition hatte wie sein Vorgänger sechs Läufe, wurde durch eine Handkurbel angetrieben und drehte sich kontinuierlich.
Im Unterschied zum Model 1862 wurden die Patronen, nachdem sie vom oben angebrachten Magazin in die Lademulden gefallen waren, durch den zu jedem Lauf gehörenden Verschluss in das im Lauf liegende Patronenlager geschoben, wo sie abgefeuert wurden. Der Zyklus, bei dem die Patronen oben in die Lademulde fallen, ins Patronenlager geschoben, am untersten Punkt abgefeuert und die leeren Hülsen ausgezogen werden, ist auf der nebenstehenden Abwicklung ersichtlich.

## Einsatzerfahrungen
Theoretisch war die Gatling Gun eine vielversprechende Waffe. Praktisch hat sie nie die hohen Erwartungen erfüllt, die die Militärs an sie gestellt hatten, unter anderem, weil die ersten Modelle sowie deren Patronen noch technisch unausgereift waren. Außerdem waren die frühen Modelle starr fixiert, weshalb sie nur in Verbindung mit der kompletten Lafette horizontal geschwenkt werden konnten. Bei späteren Modellen war ein freies Schwenken möglich, ein genaues Zielen wurde jedoch durch das beständige Kurbeln des Schützen verhindert. Daher wurde das Geschütz bisweilen von zwei Soldaten gleichzeitig bedient, von denen einer kurbelte, während der andere zielte. Beim Modell 1874 konnte ein durch die Kurbel angetriebener Schwenkmechanismus zugeschaltet werden, der das Feuer automatisch horizontal um einige Grad streute. Bei zu schnellem Kurbeln konnte sich der Lademechanismus verklemmen. Bis zur Einführung von Patronen mit rauchschwachem Pulver vernebelte der Schwarzpulverrauch schnell die Sicht. Dies galt im Prinzip auch für Geschütze und Gewehre dieser Zeit; durch den langsamen Nachladevorgang hatte der Rauch aber mehr Zeit, sich aufzulösen.
Die Bedienmannschaft bestand aus ein bis drei Soldaten, die vollständige Mannschaft für Transport jedoch einige mehr. In der US-Armee zur Zeit des Spanisch-Amerikanischen Krieges bestand eine vollständige Mannschaft aus neun Soldaten: einem Sergeant, einem Korporal und sieben Privates.
Obwohl die Gatling Gun schon im Juni 1864 im Amerikanischen Bürgerkrieg vom Unionsgeneral Benjamin Franklin Butler bei Petersburg eingesetzt wurde, dauerte es Jahrzehnte, bis Taktiken entwickelt wurden, welche die Vorteile der Waffe zur Geltung brachten. Vielfach wurde die Waffe in der gleichen Rolle wie ein leichtes Feldgeschütz eingesetzt und dementsprechend der Artillerie zugeordnet. Der nächste Einsatz war der Deutsch-Französische Krieg, in dem die Franzosen 1871 einige Gatling Guns in der Schlacht bei Le Mans nutzten.
In den Indianerkriegen setzten die US-Amerikaner die Gatling Gun sporadisch ein. Nachgewiesen ist, dass sämtliche Garnisonen damit ausgerüstet waren; sie wurden zur Verteidigung der Forts bereitgestellt.
Gegen Indianer erfolgreich eingesetzt wurden Gatlings im August 1874 im Llano Estacado in West Texas durch Leutnant James W. Pope unter Colonel Nelson Appleton Miles. Bekannt ist auch ihr Einsatz in den Spring-Creek–Begegnungsgefechten im Montana Territory im Oktober 1876 zwischen den Sioux und der 22nd Infanterie unter Oberstleutnant Elwell Stephen Otis. Im Feldzug, der im Juni 1876 mit dem Desaster der Schlacht am Little Bighorn endete, führten die Truppen von General Alfred Terry und Oberst John Gibbon wohl fünf Gatlings mit, sie wurden des unwegsamen Geländes wegen jedoch von Generalmajor George Armstrong Custer nicht mitgenommen, da sie seine 7th Cavalry im Vorgehen zu stark behindert hätten.

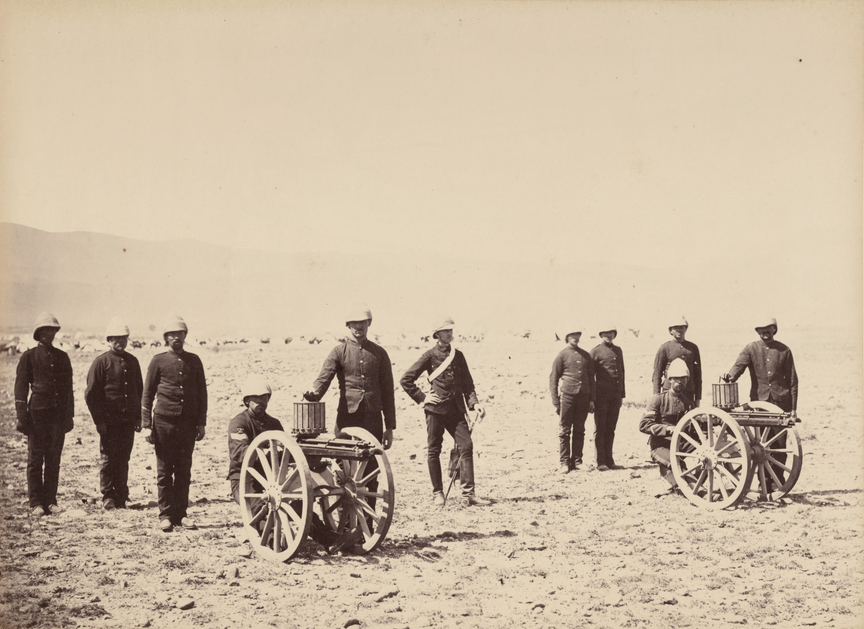
Zwei Gatling Guns, eingesetzt im Zweiten Anglo-Afghanischen Krieg 1879

In großem Umfang kam die Waffe erstmals im Russisch-Osmanischen Krieg von 1877 bis 1878 durch Russland vor allem bei den Schlachten um Plewen und Nikopol zum Einsatz. Mit einigem Erfolg setzen die Briten die Gatling Gun in der Schlacht bei KwaGingindlovu im Zulukrieg 1879 ein, allerdings gegen einen waffentechnisch unterlegenen Gegner. Ebenfalls nutzten die Briten die Waffe im Zweiten Anglo-Afghanischen Krieg 1879.
Erst Leutnant John Henry Parker beschritt im  Spanisch-Amerikanischen Krieg 1898 neue Wege. Er befürwortete einen mobilen Einsatz dieser Serienfeuerwaffen innerhalb der Infanterie zu deren Unterstützung. Seine Abteilung lieferte den Beweis für die Möglichkeit einer mobilen Nutzung bei den Kämpfen um El Caney. Die Gatlings spielten auch eine wichtige Rolle im Juli 1898 bei der Erstürmung des San Juan Hills durch die Rough Riders unter dem Kommando von Theodore Roosevelt. Dort feuerten die drei von 1st Lieutenant John „Machine Gun“ Parker kommandierten Gatling Guns im Kaliber .30-40 Krag in achteinhalb Minuten über 18.000 Schuss auf die spanischen Verteidiger ab.

## Entwicklungsgeschichte

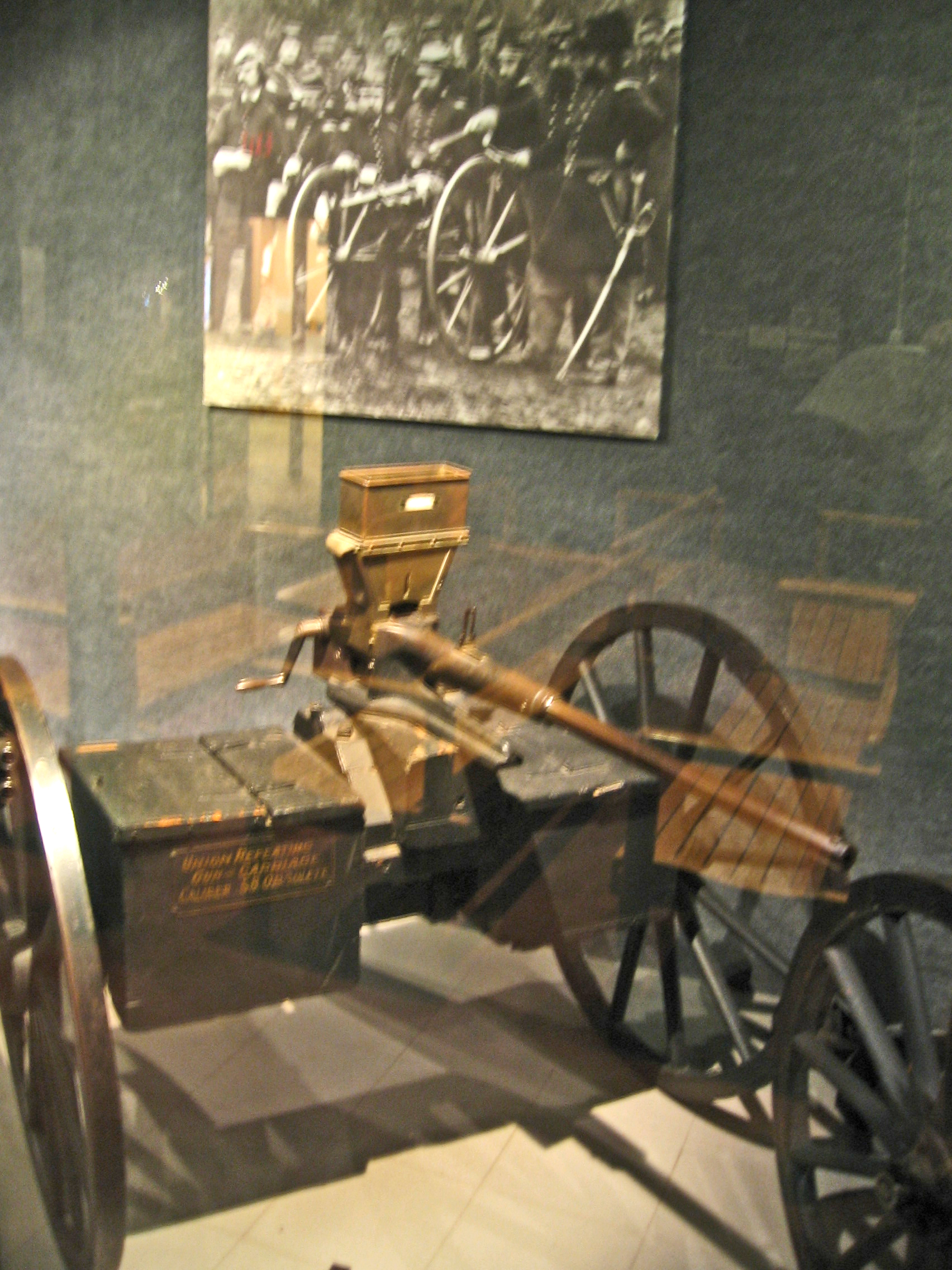
Union Repeating Gun
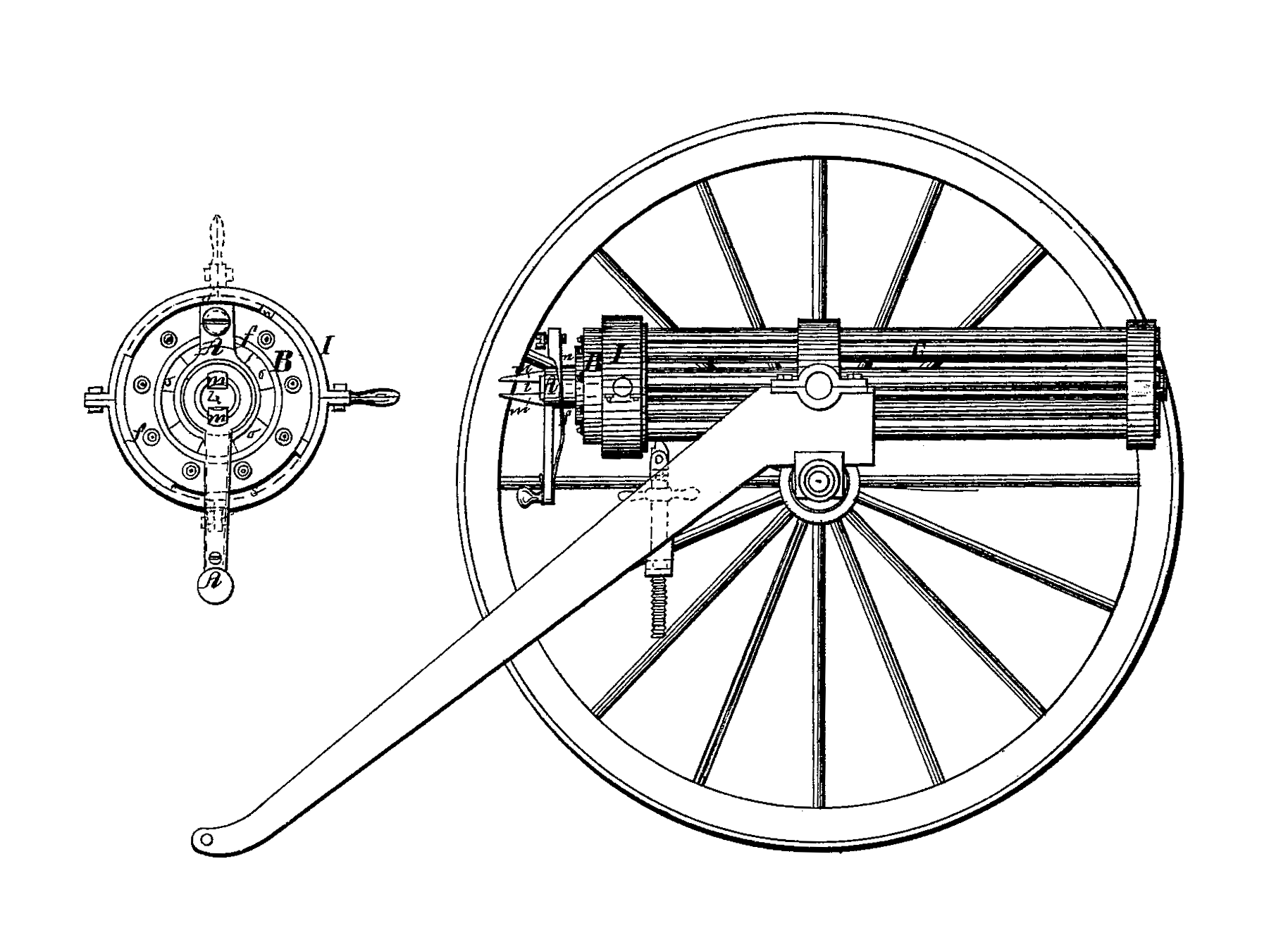
Ripley Gun Patentzeichnung von 1861
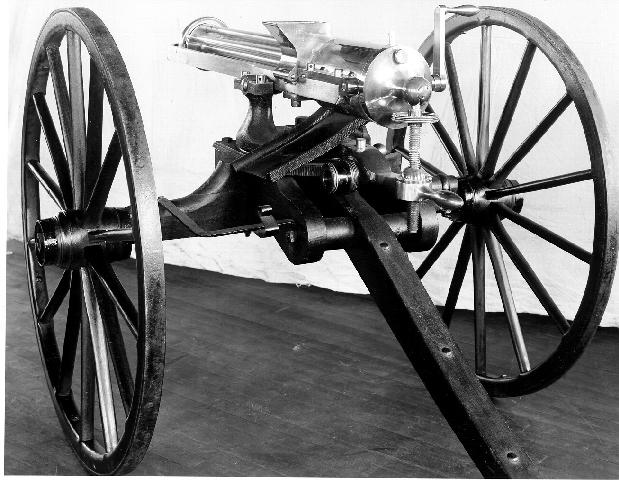
Modell 1862 Typ II
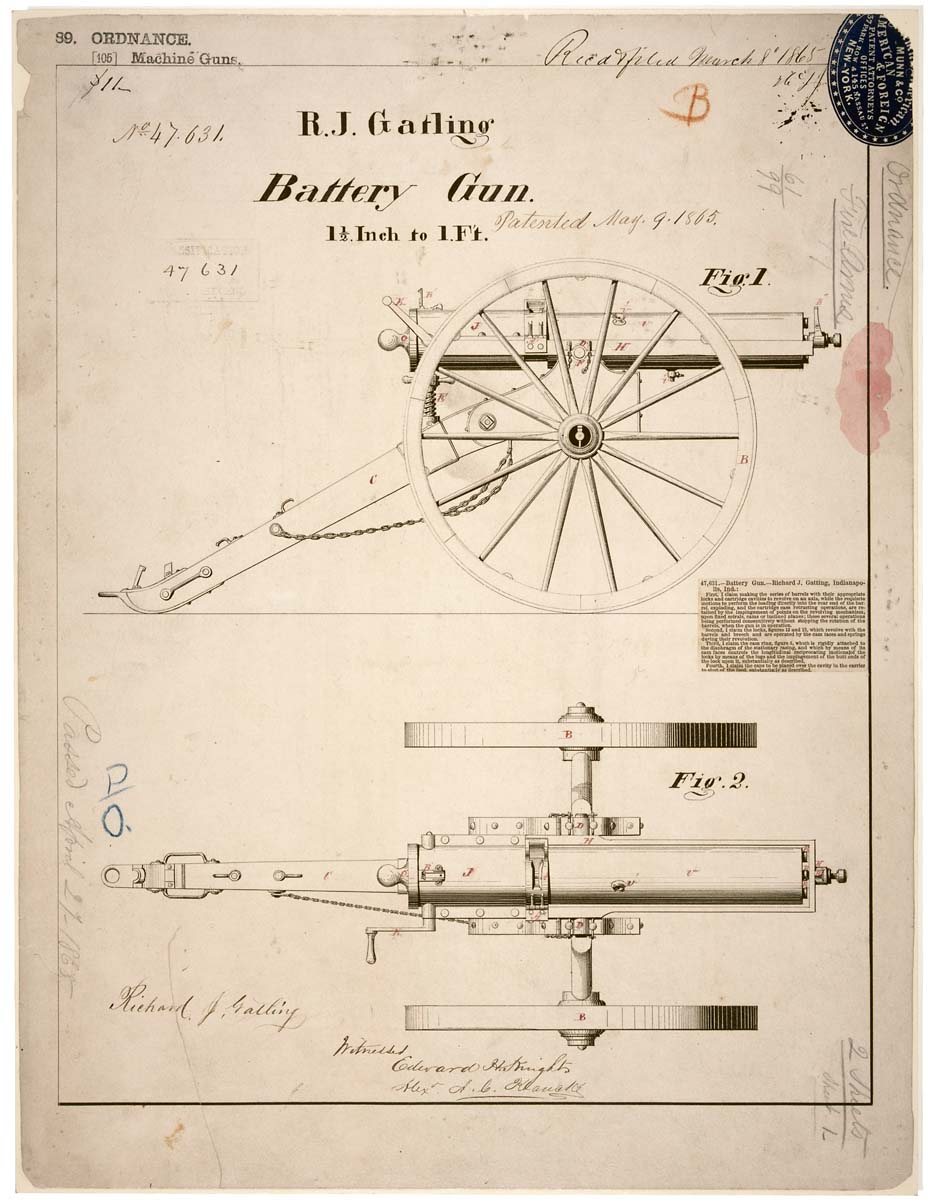
Patentzeichnung vom Mai 1865
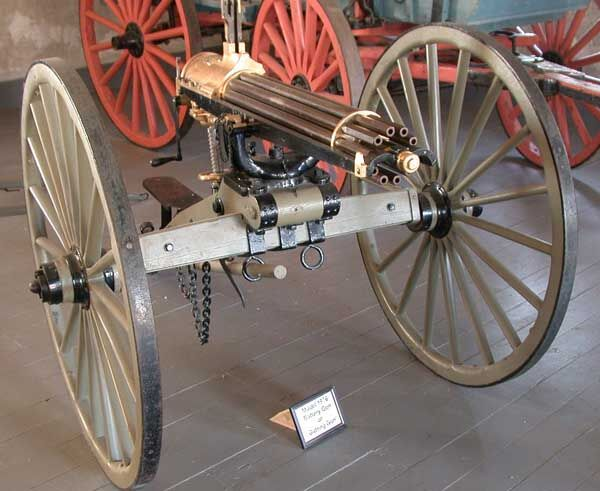
Modell 1876
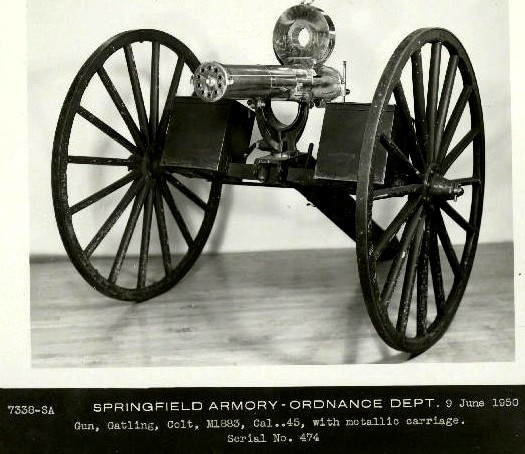
Modell 1887
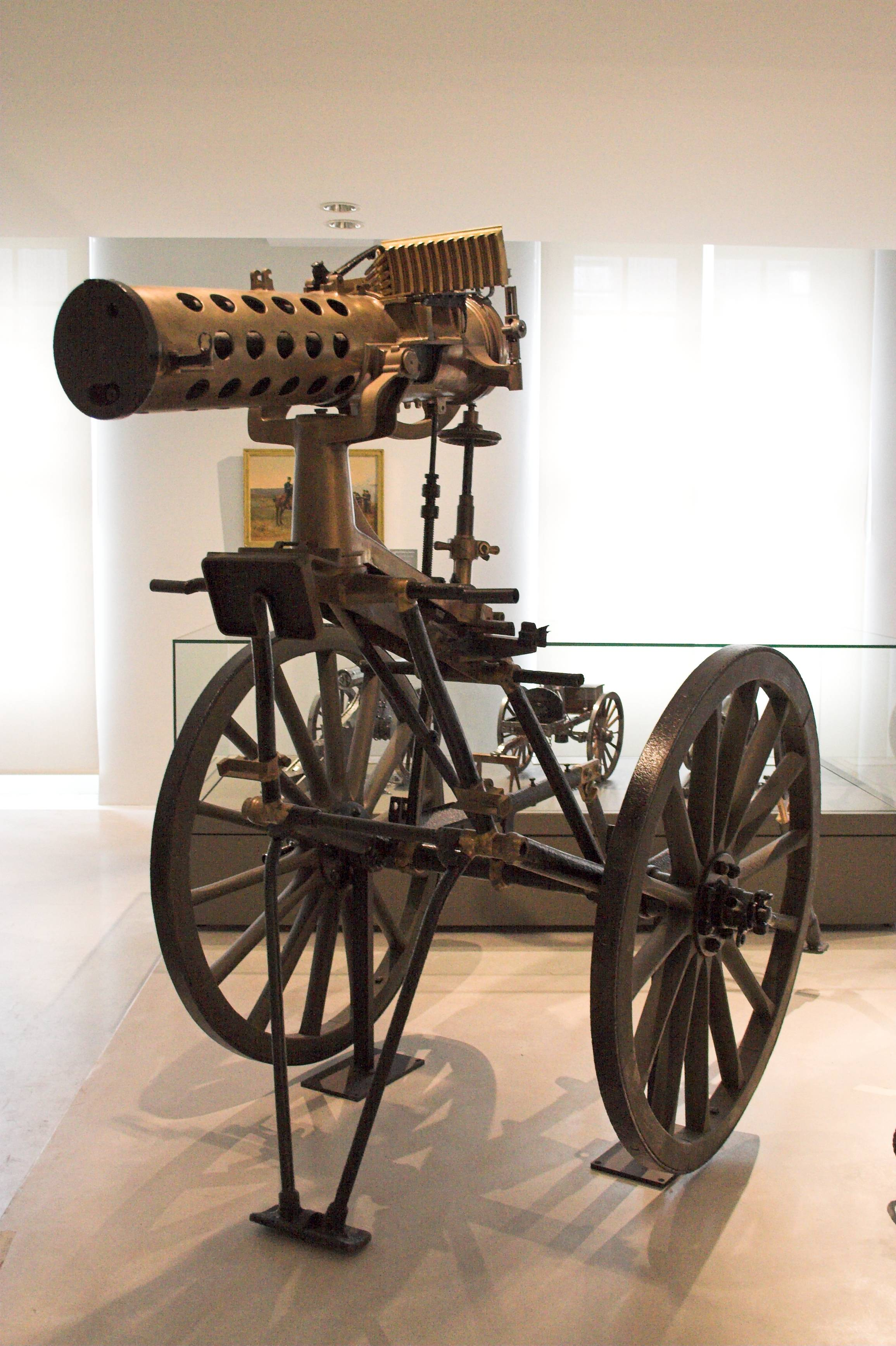
Modell 1895

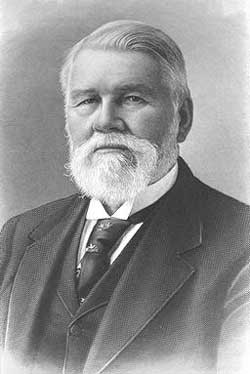
Richard Jordan Gatling

Richard Gatling war ein studierter Mediziner, widmete sein Leben aber technischen Erfindungen. Vor dem amerikanischen Bürgerkrieg war er mit der Konstruktion von landwirtschaftlichen Maschinen wie einer Flachsbrechmaschine oder einem Dampfpflug erfolgreich. Da zur damaligen Zeit nur ein kleiner Teil der Soldaten an direkten Folgen der Kampfhandlungen, sondern meist an Krankheiten starb, wollte er eine Waffe mit starker Feuerkraft ersinnen, die Kriege verkürzen sollte.

“It occurred to me that if I could invent a machine – a gun – which could by its rapidity of fire, enable one man to do as much battle duty as a hundred, that it would, to a large extent supersede the necessity of large armies, and consequently, exposure to battle and disease [would] be greatly diminished.”

„Es erschien mir, dass wenn ich eine Maschine – eine Schusswaffe – entwickeln könnte, die mit ihrer hohen Schussrate einen Mann befähigen könnte, wie Hundert zu kämpfen, dann würde das zum Großteil die Notwendigkeit großer Armeen zunichtemachen und in Konsequenz das dem Kampf und den Krankheiten Ausgesetztsein erheblich verringern.“

Bereits vor dem amerikanischen Bürgerkrieg wurde eine von Hand angetriebene schnellfeuernde Schusswaffe, die Union Repeating Gun entwickelt. Richard Gatling kannte höchstwahrscheinlich diese Waffe und ihre Probleme. Er entwickelte 1861 eine vom Prinzip her ähnliche Waffe mit dem Hauptunterschied, dass seine Waffe statt ein- mehrläufig war.
Eine weitere Schnellfeuerwaffe, das neunläufige Ripley-Maschinengewehr mit Perkussionszündung existierte nur als Entwurf. Im Gegensatz zur Gatling Gun rotierte das Laufbündel nicht. Zum Schießen wurde eine ringförmige Trommel mit neun mit Papierpatronen und Anzündhütchen geladenen Kammern hinten auf das Laufbündel aufgesetzt. Mittels einer Drehkurbel konnten die neun Schüsse in Serie, oder einzeln gezündet werden. Um weitere Schüsse abzugeben, konnte die Trommel ausgetauscht werden.
Die erste Gatling Gun, das Modell 1862, verfügte über sechs Läufe und verwendete Papierpatronen, die von vorne in hinten geschlossene Stahlhülsen eingesetzt wurden. Diese Patronen waren jedoch unzuverlässig und führten zu hohem Gasverlust sowie schlechtem Flugverhalten der Geschosse wegen der ungenauen Positionierung zwischen Lauf und Kammer. Die Waffe war auf eine Artillerielafette aufgelegt und ließ sich nur vertikal ausrichten.
Sehr bald wechselte Gatling von der Papierpatrone zur Randfeuerpatrone, was zum Modell 1862 Typ II führte. Die Patronen wurde von hinten in die jetzt durchgebohrte Kammer eingesetzt. Durch diese Verbesserung wurde die Waffe viel zuverlässiger. Bei den Eagle Iron Works in Cincinnati ließ er sechs Stück herstellen. Bei einem Brand im Sommer 1863 wurde die Fabrik mit den bereits fertigen Waffen zerstört. Nachdem Gatling neue Finanziers gefunden hatte, ließ er in den Cincinnati Type Foundry Works zwölf neue Waffen herstellen. Die Regierung der Vereinigten Staaten hatte kein Interesse an Gatlings Waffen. Trotzdem kaufte Unionsgeneral Benjamin Franklin Butler zwölf Stück und setzte sie an der Front in Virginia bei Petersburg ein. Auch der US-Admiral David Dixon Porter erwarb das frühe Gatling-Modell für die unter seiner Führung stehende Mississippi-Flotte.
Das Modell 1865 war ein weiterer wichtiger Schritt auf dem Weg zu einer praxistauglicheren Waffe. Ein neuartiger Verschluss machte die Stahlmäntel über den Patronen überflüssig. Durch das jetzt im Lauf liegende Patronenlager traten keine Gasverluste und keine ballistischen Probleme wegen verformter Geschosse mehr auf. Dieses Modell ließ Richard Gatling am 9. Mai 1865 patentieren; es war die Basis für alle späteren Modelle. Im Februar 1865 stellte Gatling das neue Modell in Washington vor, und Armee-General Winfield Scott Hancock erwarb ein Dutzend.
Das Modell 1866 war Gatlings erster Großauftrag für seine Waffe. Nach zufriedenstellenden Tests kaufte die US-Armee 100 Stück; davon 50 im Kaliber .50-70 Government und die andere Hälfte im Kaliber 1 Zoll. Einige dieser Waffen hatten bereits zehn Läufe, was auch bei den meisten späteren Modellen der Fall war. Die Waffen wurden wie auch alle späteren Modelle von Colt in Hartford produziert.
Im Jahre 1869 bestellte Oberst Alexander Gorlow für die Kaiserlich Russische Armee nach intensiven Tests etwa 70 Geschütze zum Preis von 1500 US-Dollar pro Stück. Da die von der Colt’s Patent Fire Arms Manufacturing Company fakturierten Herstellungskosten 710 Dollar pro Stück betrugen, machte die Gatling Gun Company einen erheblichen Gewinn; sie erlaubte deshalb Russland, Gatling Guns ohne Lizenzgebühren herzustellen.
Die Gatling Gun wurde bis zur Jahrhundertwende ständig weiterentwickelt; das Kaliber wurde an die jeweiligen Patronen angepasst. Vor allem die Munitionszufuhr wurde im Laufe der Zeit ständig verändert. Bereits 1890 wurden Versuche mit Elektroantrieben gemacht, und 1895 ließ der Colt-Ingenieur Carl J. Ehbets unter der Bezeichnung Gas-operated Machine-gun ein System patentieren, das die Gatling zum Gasdrucklader machte. Die letzten Gatling Guns wurden 1903 von Colt für die amerikanische Armee hergestellt und noch vor dem Ersten Weltkrieg ausgemustert.
Nachdem insgesamt etwa 1200 Gatling Guns hergestellt worden sind, wurde die Waffe von modernen und leichteren Maschinengewehren verdrängt.
| Modellname     | Kaliber | Läufe | Hersteller               | Bemerkung |
| -------------- | ------- | ----- | ------------------------ | --- |
| M1862 Type 1   | .58     | 6     |                          | erster Prototyp |
| M1862 Type 2   | .58RF   | 6     | Cincinnati Foundry Works | |
| M1865          | 1 Zoll  | 6     | Colt                     | |
| M1866          | 1 Zoll  | 6     | Cooper Firearms          | |
| M1866 Improved | .50-70  | 6/10  | Colt                     | |
| M1871          | .50-70  | 10    | Colt                     | Mit dem nächsten Modell 1871 wurde das Ziel verfolgt, einige der Probleme zu beheben, die eine Dauernutzung mit sich brachte. Der Verschlussbolzen wurde robuster ausgeführt, um dessen Langlebigkeit zu erhöhen. Der Verschluss ließ sich nun ohne Werkzeug öffnen, was die Reinigung der Waffe im Feld erlaubte. Weiterhin wurde ein neues, gekrümmtes Magazin entwickelt. Eine spätere Variante des Modells verwendete ein markantes Trommelmagazin namens „Broadwell Drum“, welches wiederum 20 vertikale Magazine zu je 20 Patronen enthielt. Nachdem ein vertikales Magazin leer geschossen war, konnte die Trommel gedreht werden und ein neues Magazin lud nun die Waffe. |
| M1871          | 1"-121  | 10    | Colt                     | |
| M1874 Long     | .45-70  | 10    | Colt                     | Das Modell 1874 verfügte über einen horizontalen Schwenkmechanismus, der durch Drehen der Kurbel betätigt wurde. Das Kaliber .45-70 Government etablierte sich für die nächste Zeit als Standard. |
| M1874 CAMEL    | .45-70  | 10    | Colt                     | Eine kürzere und leichtere Version „Camel“ des Modells konnte auf einem Dreibein aufgestellt werden. Die Bezeichnung stammt daher, dass es einen Aufbau für einen Kamelsattel gab, was aber nicht wirklich praxisnah war. Einige Exemplare wurden in dieser Weise von Ägypten verwendet. |
| M1875 Long     | .45-70  | 10    | Colt                     | kleinere Verbesserungen |
| M1875 Camel    | .45-70  | 10    | Colt                     | kleinere Verbesserungen |
| M1875 Navy     | .45-70  | 10    | Colt                     | [ 19 ] |
| M1876 Long     | .45-70  | 10    | Colt                     | kleinere Verbesserungen |
| M1877 Long     | .45-70  | 10    | Colt                     | Das Modell 1877 „Bulldog“ hatte 5 oder 10 Läufe mit einer Länge von 18 Inch (46 cm). Diese lagen nicht mehr offen, sondern waren in einer Ummantelung eingefasst. Diese Form wurde bei vielen späteren Modellen verwendet. |
| M1879          | .45-70  | 10    | Colt                     | Das Modell besaß eine völlig neue Lafettierung. Der automatische Schwenkmechanismus wurde verworfen und die Waffe konnte nun frei horizontal und vertikal geschwenkt werden. Bei Bedarf konnte der Mechanismus arretiert werden. |
| M1881          | .45-70  | 10    | Colt                     | |
| M1881          | .45-70  | 10    | Colt                     | Das Modell verwendete die Bruce-Munitionszufuhr. Der Vorteil des Bruce-Systems war, dass es während des Feuerns gleichzeitig nachgeladen werden konnte. Dies ermöglichte Dauerfeuer, weil kein Magazinwechsel erfolgen musste. Dieses Modell hatte offene Läufe. |
| M1883          | .45-70  | 10    | Colt                     | Das Modell verfügte über zwei Möglichkeiten, die Handkurbel anzubringen, was die Kadenz beeinflusste (800 oder 1500 Schuss pro Minute). Die „Accles“-Munitionszufuhr und ein rundes Magazin in einer Donut-Form wurden eingeführt. Weiterhin konnten die Schlagbolzen zur Sicherheit arretiert werden, was erstmals ein einfaches Entladen ermöglichte. |
| M1885          | .45-70  | 10    | Colt                     | kleinere Verbesserungen |
| M1886          | .45-70  | 10    | Colt                     | kleinere Verbesserungen |
| M1887          | .45-70  | 10    | Colt                     | kleinere Verbesserungen |
| M1889          | .45-70  | 10    | Colt                     | Das Modell 1889 kehrte wieder zu der Bruce-Munitionszufuhr zurück, weil das Accles-System zu störanfällig war. Ein schwerer Schutzschild schützte den Bediener. |
| M1891          | .45-70  | 10    | Colt                     | |
| M1892          | .45-70  |       | Colt                     | |
| M1893          | .30-40  | 10/6  | Colt                     | Das Modell wurde im neuen Kaliber .30-40 Krag gefertigt. Zudem wurden für die Munitionszufuhr Ladestreifen verwendet. Das System bewährte sich aber nicht, woraufhin abermals auf das Bruce-System umgestellt wurde. |
| M1895          | .30-40  | 10    | Colt                     | Bisherige Modelle waren unbemalt, das Modell war zum ersten Mal mit einem braunoliven Farbton eingefärbt. |
| M1900          | .30-40  | 10    | Colt                     | |
| M1903          | .30-03  | 10    | Colt                     | Umwandlung des M1900 auf ein neues Kaliber |
| M1903-06       | .30-06  | 10    | Colt                     | Umwandlung des M1903 auf ein neues Kaliber |

## Lizenzproduktionen
Nachdem das Russische Reich durch Oberst Gorlow 70 Gatling Guns gekauft hatte, stellte es später hunderte dieser Waffen in Lizenz her; der Name „Gorloff“ wurde in Russland zu einem Synonym für die Waffe.
Auch der österreichische Industrielle Charles Octavius Paget produzierte in seinem Unternehmen Paget & Co in Wien die Gatling für Österreich-Ungarn und die Türkei in Lizenz. In England wurde die Lizenz an das Unternehmen von William George Armstrong vergeben.

## Medienrezeption
Die Gatling Gun wird manchmal als Stilelement in Western und Actionfilmen wie z. B. Bad Girls, Last Samurai, Wild Wild West, Der Texaner oder bei der Neuverfilmung von Die glorreichen Sieben eingesetzt. Jedoch wird der Einsatz der Waffe selten realistisch dargestellt. Praktische Probleme wie Vernebelung durch Pulverrauch, die schwierige Zielausrichtung und die Notwendigkeit einer Mannschaft werden nicht thematisiert.